# Economia de Singapura
A economia de Singapura é uma economia de mercado baseada no capitalismo financeiro e industrial. Assim como acontece com os demais tigres asiáticos, os principais produtos de exportação são máquinas e equipamentos eletrônicos de última geração.
Singapura é um país extremamente pequeno, sem recursos naturais e sem espaço para a agricultura, mas com uma economia que não para de crescer, especialmente por ser uma plataforma de exportação - modelo de desenvolvimento que colocou Singapura no patamar dos países emergentes (mas não no G-20).
Embora seja uma potência industrial e tecnológica, Singapura tem forte dependência de importação de alimentos, energia e matéria-prima, além de uma visível instabilidade econômica, uma vez que é um país extremamente dependente de capital externo.
Os setores de finanças e de turismo também vêm se destacando muito. A bolsa de valores de Singapura é uma das mais importantes do mundo e o número de turistas, principalmente asiáticos, cresceu de maneira surpreendente nas últimas décadas.
Singapura é também um dos centros industriais mais importantes do mundo, sendo inclusive a sede de algumas grandes empresas como a Grab, MobileOne, a MediaCorp, a Singapore Airlines, a StarHub, a DBS Bank Limited, a Flextronics e a Creative Technology Limited.
Singapura faz parte de um tratado internacional chamado APEC (Asia-Pacific Economic Cooperation), um bloco econômico que tem por objetivo transformar o Oceano Pacífico numa área de livre comércio e que engloba as economias asiáticas, americanas e da Oceania.
O porto da cidade de Singapura é um dos mais movimentados do mundo, estando também localizado em um ponto estratégico no Oceano Pacífico, na saída do Estreito de Malaca, permitindo uma massiva entrada e saída de produtos - isso é necessário para manter o país em funcionamento, já que até o alimento e a energia precisam ser importados. Singapura utiliza seu porto como um ponto onde os navios cargueiros descarregam suas mercadorias para serem redistribuídas por outros navios pelo sudeste asiático, e também carregam mercadorias vindas do sudeste asiático para serem levadas ao resto do mundo. O porto de Singapura obteve uma importância estratégica considerável após a abertura do Canal de Suez, pois os navios que passam pelo canal navegam preferencialmente pelo Estreito de Malaca, caminho mais curto do Oceano Índico ao Pacífico.
Na ausência de espaço para a prática da agricultura e da pecuária, Singapura investe pesado na aquicultura e nas mais variadas atividades pesqueiras para suprir, pelo menos parcialmente, a necessidade de importar alimentos.
De um modo geral, Singapura possui bons índices econômicos e sociais, tendo um IDH elevado, alta renda per capita e baixíssimas taxas de criminalidade e analfabetismo.
O país é o segundo no ranking de competitividade do Fórum Econômico Mundial.
Em 2016, a dívida per capita de Singapura é o terceiro mais alto ao mundo.

## Comércio exterior
Em 2020, o país foi o 15º maior exportador do mundo (US $ 390,3 bilhões, 2,1% do total mundial). Na soma de bens e serviços exportados, chega a US $ 645,6 bilhões, ficando em 9º lugar mundial. Já nas importações, em 2019, foi o 15º maior importador do mundo: US $ 359,0 bilhões.

## Setor primário

### Agricultura
O país praticamente não tem agricultura: em 2019, produziu apenas 23 mil toneladas de legumes, 2.126 toneladas de espinafre, 723 toneladas de repolho, 660 toneladas de alface e chicória, 131 toneladas de cogumelos e trufas, 126 toneladas de coco, e 59 toneladas de tomate.

### Pecuária
O país tem uma pecuária diminuta: em 2019, produziu 100 mil toneladas de carne de frango, 27 mil toneladas de ovo de galinha, 22 mil toneladas de carne de porco e 4,3 mil toneladas de carne de pato.

## Setor Secundário

### Indústria
O Banco Mundial lista os principais países produtores a cada ano, com base no valor total da produção. Pela lista de 2019, Singapura tinha a 26ª indústria mais valiosa do mundo (US $ 73,6 bilhões).
Em 2019, Singapura não produzia veículos nem aço.

### Energia
Nas energias não-renováveis, em 2020, o país não produzia petróleo. Em 2019, o país consumia 1,33 milhões de barris/dia (16º maior consumidor do mundo). O país foi o 13º maior importador de petróleo do mundo em 2012 (976 mil barris/dia). O país também não produz gás natural. O país era o 26º maior importador do mundo de gás natural em 2010: 8,4 bilhões de m3 ao ano. O país também não produz carvão.
Nas energias renováveis, em 2020, Singapura não produzia energia eólica, e era o 54º maior produtor de energia solar do mundo, com 0,3 GW de potência instalada.

## Setor Terciário

### Turismo
Em 2018, Singapura foi o 28º país mais visitado do mundo, com 14,6 milhões de turistas internacionais. As receitas do turismo, neste ano, foram de US $ 20,5 bilhões.